# Hermann Hannibal von Blümegen

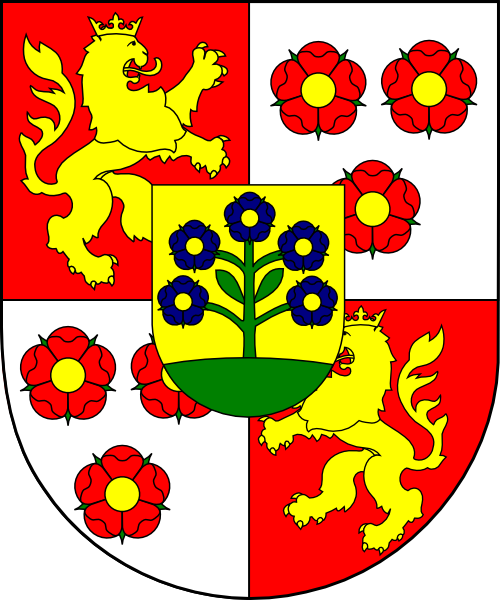
Wappen Hermann Hannibal von Blümegen, Bischof von Königgrätz (1764–1774)

Hermann Hannibal von Blümegen (tschechisch Heřman Hannibal Blümegen; * 1. Juni 1716 in Wien; † 20. Oktober 1774 in Brünn, Markgrafschaft Mähren) war Bischof von Königgrätz.

## Herkunft und Werdegang
Seine Eltern waren Hermann Jodok von Blümegen, Geheimrat und Kanzler des Fürststifts Kempten, seit 1720 Kaiserlicher Rat, und Isabella Genofeva, geborene von Deuring. Die Familie gehörte seit 1722 dem niederösterreichischen Herrenstand und seit 1723 dem Böhmischen Freiherrenstand an.
Hermann Hannibal von Blümegen studierte an der Sapienza in Rom, wo er 1735 den akademischen Grad eines Dr. iur. utr. erwarb. Noch vor der am 23. September 1742 erfolgten Priesterweihe wurde er 1738 Domherr am  Olmützer Wenzelsdom. 1750 stieg er zum Domdekan auf und wurde ein Jahr später Propst von St. Peter und Paul in Brünn. 1771 errichtete er in Wisowitz, das ihm seit 1746 gehörte, das Schloss Vizovice.

## Bischof von Königgrätz

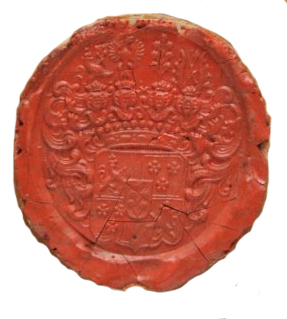
Siegel 1754

Nachdem der Königgrätzer Bischof Anton Peter Příchovský von Přichowitz zum Erzbischof von Prag erhoben worden war, nominierte Kaiserin Maria Theresia in ihrer Eigenschaft als Königin von Böhmen am 5. November 1763 Hermann Hannibal Blümegen zu dessen Nachfolger. Nach der Päpstlichen Bestätigung vom 9. April 1764 erfolgte am 27. Mai d. J. die Bischofsweihe durch den Olmützer Bischof Maximilian von Hamilton und am 15. August d. J. die Inthronisation in der Königgrätzer Heilig-Geist-Kathedrale.
Während seiner Amtszeit wandte er sich seelsorglichen Aufgaben zu. 1765 konnten im Sprengel zwanzig neue Pfarreien errichtet und mit Mitteln, die die Propaganda-Kongregation für Missionare bereitstellte, Glaubensmissionen durchgeführt werden. Wegen personeller Entscheidungen geriet Blümegen jedoch schon bald in Streitigkeiten mit dem Domkapitel, die dazu führten, dass er sich nach einem Schlaganfall auf seine Brünner Propstei zurückzog und die Diözese von dort aus verwaltete. 1767 ernannte er den Dekan des Brünner Domkapitels und späteren ersten Bischof von Brünn, Matthias Franz Chorinský von Ledska, zum Weihbischof und zu seinem Vertreter und 1771 zu seinem Koadjutor.
Von Brünn aus nahm Blümegen auch weiterhin seine Bischofsaufgaben wahr. 1767 schrieb er für den Klerus achttägige Exerzitien vor. Da zu seinem Sprengel auch Gebiete mit überwiegend deutscher Bevölkerung gehörten, verfügte er 1771, dass die Predigten in der jeweiligen Muttersprache der Gläubigen zu halten sind. Im selben Jahr bestimmte er Johannes von Nepomuk zum Schutzpatron der Diözese und dessen Namenstag zum Feiertag. 1773 erließ er Vorschriften zur ökonomischen Ausstattung des Priesterhauses, für das er 1774 jährliche Zahlungsverpflichtungen übernahm. Im selben Jahr, das sein Todesjahr wurde, richtete er sich mit Vorgaben über den priesterlichen Lebensstil an seinen Klerus. Sein Leichnam wurde in das Bistum Brünn Kathedrale St. Peter und Paul beigesetzt.